# Philipp Timme
Philipp H. Timme (* 4. Dezember 1968 in Herbolzheim) ist ein deutscher Kameramann.

## Leben
Philipp Timme wurde in Herbolzheim geboren, seine Kindheit verbrachte er in Stuttgart. Bereits in jungen Jahren erkannte er seine Leidenschaft fürs Kino. 
Nach einem Praktikum beim Süddeutschen Rundfunk war er zunächst als freier Kameraassistent tätig. Ab 1991 war unter den 40 Studenten des ersten Jahrgangs der Filmakademie Ludwigsburg. Noch als Student arbeitete er in Hollywood im Team von Roland Emmerich mit an den Spezialeffekten des Films Independance Day. 1993 brach er das Studium ab. Anschließend war er „Visual Effects“-Kameramann in Los Angeles. 
Timme ist Mitglied im Berufsverband Kinematografie (BVK). 
Philipp Timme lebt in Hamburg.

## Filmografie (Auswahl)
- 1999: Ben & Maria – Liebe auf den zweiten Blick
- 2002: Der Wannsee-Mörder
- 2002: Weihnachtsmann gesucht
- 2003: Der weiße Afrikaner
- 2003: Gefährliche Gefühle
- 2005: Schuld und Rache
- 2005: Tatort – Tod auf der Walz (Fernsehreihe)
- 2005: Ein Kuckuckskind der Liebe
- 2006: Tatort – A gmahde Wiesn
- 2006: Der Tote am Strand
- 2007: Tatort – Bevor es dunkel wird
- 2007: 2030 – Aufstand der Alten
- 2008: Das tapfere Schneiderlein
- 2008: Dr. Hope – Eine Frau gibt nicht auf
- 2008: Die Jahrhundertlawine
- 2009: Die Bremer Stadtmusikanten
- 2009: Das Rauschen des Meeres
- 2010: Masserberg
- 2010: Das Geheimnis in Siebenbürgen
- 2011: Mittlere Reife
- 2011: Nils Holgerssons wunderbare Reise
- 2012: Unter den Linden
- 2012: Tod an der Ostsee
- 2013: Eine unbeliebte Frau
- 2013: Rapunzel
- ab 2014: Wilsberg (Fernsehserie)
  - 2014: Nackt im Netz
  - 2014: Mundtot
  - 2015: Kein Weg zurück
  - 2015:  Russisches Roulette
  - 2015: Bittere Pillen
  - 2016: Tod im Supermarkt
  - 2018: Die Nadel im Müllhaufen
  - 2018: Mörderische Rendite
  - 2019: Gottes Werk und Satans Kohle
  - 2019: Minus 196°
  - 2019: Schutzengel
  - 2020:  Vaterfreuden
  - 2021:  Einer von uns
  - 2022: Ungebetene Gäste
  - 2022: Fette Beute
  - 2023: Folge mir
- 2015: Nord bei Nordwest – Der wilde Sven
- 2015: Über den Tag hinaus
- 2016: Zorn – Wie sie töten (Fernsehreihe)
- 2017: Ein starkes Team – Vergiftet
- 2017: Ich war eine glückliche Frau
- 2017: Der Barcelona-Krimi: Über Wasser halten
- 2017: Der Barcelona-Krimi: Tod aus der Tiefe
- 2018: Das Märchen von der Regentrude
- 2019: Frühling – Sand unter den Füßen
- 2019: Frühling – Weihnachtswunder
- 2020: Verunsichert – Alles Gute für die Zukunft
- 2021: Die Luft, die wir atmen (Fernsehfilm)
- 2023: Endlich Witwer – Über alle Berge
- 2023: Das Traumschiff – Utah
- 2025: Das gläserne Kind